# Promises, Promises
| Recensione | Giudizio |
| ---------- | -------- |
| AllMusic   | [ 2 ]    |

Promises, Promises è il secondo album discografico della cantante country statunitense Lynn Anderson, pubblicato dall'etichetta discografica Chart Records nel 1968.
Cinque brani dell'album portano la firma di Liz Anderson, musicista e madre della cantante.

## Tracce

### LP
Lato A
1. Promises, Promises – 1:56 (William Smith, Carlyle Hughey, Liz Andreson) – Registrato (circa) nel maggio del 1967 al RCA Victor's "Nashville Sound" Studio di Nashville, Tennessee
2. The Worst Is Yet to Come – 2:43 (Casey Anderson, Liz Anderson) – Registrato (circa) nell'ottobre del 1967 al RCA Victor's "Nashville Sound" Studio di Nashville, Tennessee
3. No Another Time – 2:00 (Jerry Lane) – Registrato (circa) nell'ottobre del 1967 al RCA Victor's "Nashville Sound" Studio di Nashville, Tennessee
4. Crying – 2:38 (Joe Melson, Roy Orbison) – Registrato il 13 ottobre 1967 al RCA Victor's "Nashville Sound" Studio di Nashville, Tennessee
5. Love of the Common People – 2:47 (John Hurley, Ronnie Wilkin) – Registrato il 13 ottobre 1967 al RCA Victor's "Nashville Sound" Studio di Nashville, Tennessee
6. A Penny for Your Thoughts – 2:30 (Liz Anderson) – Registrato il 13 ottobre 1967 al RCA Victor's "Nashville Sound" Studio di Nashville, Tennessee

Lato B
1. I've Been Everywhere – 2:23 (Geoff Mack) – Registrato (circa) nell'ottobre del 1967 al RCA Victor's "Nashville Sound" Studio di Nashville, Tennessee
2. Paper Mansions – 3:06 (Ted Harris) – Registrato (circa) nell'ottobre del 1967 al RCA Victor's "Nashville Sound" Studio di Nashville, Tennessee
3. Two Rolls of Scotch Tape – 1:56 (Joe Gibson) – Registrato il 13 ottobre 1967 al RCA Victor's "Nashville Sound" Studio di Nashville, Tennessee
4. Sing Me a Sad Song – 3:17 (Wynn Stewart) – Registrato (circa) nell'ottobre del 1967 al RCA Victor's "Nashville Sound" Studio di Nashville, Tennessee
5. A Hundred Times Today – 2:24 (Liz Anderson) – Registrato (circa) nell'ottobre del 1967 al RCA Victor's "Nashville Sound" Studio di Nashville, Tennessee
6. Lie a Little – 2:25 (Liz Anderson) – Registrato il 13 ottobre 1967 al RCA Victor's "Nashville Sound" Studio di Nashville, Tennessee

## Musicisti
Promises, Promises / The Worst Is Yet to Come / No Another Time / I've Been Everywhere / Paper Mansions / Sing Me a Sad Song / A Hundred Times Today
- Lynn Anderson - voce
- Altri musicisti non accreditati
- Slim Williamson - produttore

Crying / Love of the Common People / A Penny for Your Thoughts / Two Rolls of Scotch Tape / Lie a Little
- Lynn Anderson - voce
- Wayne Moss - chitarra
- Kelso Herston - chitarra
- Lloyd Green - chitarra steel
- Hargus Robbins - pianoforte
- Charlie McCoy - vibrafono
- Roy M. Junior Huskey - contrabbasso
- Willie Ackerman - batteria
- Sconosciuti - accompagnamento vocale, cori[4]

Note aggiuntive
- Slim Williamson e Lloyd Green - produttori
- Registrazioni effettuate al RCA Victor's "Nashville Sound" Studio di Nashville, Tennessee (Stati Uniti)
- Jim Malloy - ingegnere delle registrazioni
- Bill Anderson - note retrocopertina album originale[5]

## Classifica
Album
| Anno | Classifica         | Posizione raggiunta |
| ---- | ------------------ | ------------------- |
| 1968 | Top Country Albums | 1                   |

Singoli
| Anno | Titolo del brano   | Classifica        | Posizione raggiunta |
| ---- | ------------------ | ----------------- | ------------------- |
| 1968 | Promises, Promises | Hot Country Songs | 4                   |
| 1968 | No Another Time    | Hot Country Songs | 8                   |